# The Adventures of Mimi (DVD)
A The Adventures of Mimi Mariah Carey amerikai énekesnő hetedik DVD/videokiadványa. A rajta szereplő koncertre az énekesnő The Adventures of Mimi című turnéja keretén belül került sor, a felvételt a kaliforniai Anaheimben rögzítették, a Honda Centerben, 2006. október 8-án. DVD-n 2007 végén, Blu-Ray lemezen 2008. április 15-én jelent meg. 2008. április 15-én háromlemezes deluxe edition változatban is megjelent, 2008. december 1-jén pedig négylemezes boxsetként, E=MC² Adventure Box címmel; ebben a DVD-hez az énekesnő legújabb, E=MC² című albuma, egy kétoldalas poszter és egy logós kulcstartó is járt.

## Program
1. lemez – A koncert
1. It’s Like That
2. Heartbreaker
3. Dreamlover
4. My All
5. Shake It Off
6. Vision of Love
7. Fly Like a Bird
8. I’ll Be There (Trey Lorenzzel)
9. Fantasy
10. Don’t Forget About Us
11. Always Be My Baby
12. Honey
13. I Wish You Knew
14. Can’t Let Go
15. One Sweet Day (a Boyz II Mennel)
16. Hero
17. Make It Happen
18. We Belong Together
19. Butterfly Reprise

Bónuszanyagok
- Jukebox funkció
- A színfalak mögött

2. lemez
- The Adventures of Mimi Tour – dokumentumfilm
- Lovers and Haters – dokumentumfilm
- Karaoke funkció

3. lemez – Interaktív lemez
- Exkluzív internetes üzlet
- Ingyenes virtuális jegyvétel
- Csengőhangok
- Tour & Ticket Updates
- Ingyen dalletöltés

### Az Adventure Box lemezei
1. lemez – E=MC² album
2. lemez – Interaktív lemez
3. lemez – Koncert
4. lemez – Dokumentumfilmek

## Helyezések
| Slágerlista                            | Legmagasabb helyezés | Minősítés       |
| -------------------------------------- | -------------------- | --------------- |
| Ausztrál zenei DVD-slágerlista         | 26                   |                 |
| Brazília (ABPD)                        |                      | 2× platinalemez |
| Brit zenei DVD-slágerlista             | 10                   |                 |
| Francia zenei DVD-slágerlista          | 7                    |                 |
| Görög zenei DVD-slágerlista            | 9                    |                 |
| Japán zenei DVD-slágerlista            | 25                   |                 |
| Japán nemzetközi zenei DVD-slágerlista | 4                    |                 |
| Spanyol zenei DVD-slágerlista          | 8                    |                 |
| USA Billboard Top Music Video          | 1                    | Platinalemez    |